# غذا حاضر است
غذا حاضر است یک مجموعه تلویزیونی محصول سال ۱۳۸۷ به کارگردانی سیدمحمدابراهیم مجرد، نویسندگی سید محمد ابراهیم مجرد، سیاوش دولتسرایی، فرزانه قندریز وعلیرضا محمودزاده و تهیه‌کنندگی سیدمحمدابراهیم مجرد می‌باشد که از شبکه یک پخش شد. این مجموعه ۴۰ قسمتی در قالب نمایشی و طنز تهیه شد.
برای عسل دختر خانواده بادامکی خواستگار می‌آید و مادر عسل شرط می‌کند که قبل از عروسی، عسل به کلاس آشپزی و خانه‌داری برود و در این میان ماجراهایی رخ می‌دهد.

## بازیگران
- مینا نوروزی
- روناک ابراهیم‌زاده
- علی زرینی
- علی یدالهی
- فردوس کاویانی
- هومن رهنمون
- هادی اتابکی